# LOVE PARADE/STEPPERS -PARADE-
「LOVE PARADE/STEPPERS -PARADE-」（ラブパレード／ステッパーズ-パレード-）は、日本のロックバンド、BUCK-TICKの33枚目のシングル。2014年1月22日にLingua Soundaから発売された。

## 概要
- バンド初となる両A面シングル[2]。星野がタイトル曲を手がけるのは2003年に発売された『幻想の花』以来約11年ぶりとなった。また2曲目『STEPPERS -PARADE-』の作詞は櫻井と今井の共作で、この例はアルバム『RAZZLE DAZZLE』収録の『TANGO Swanka』以来2作目。
- デビュー25周年を記念して制作されたドキュメンタリー映画2部作（2013年6月15日より全国19都市にて上映）『劇場版BUCK-TICK〜バクチク現象〜』の主題歌として書きおろされた。ちなみにCD化に伴いMIXし直されての収録となった[2]。
- 同年の後にアルバム『或いはアナーキー』が発売されたものの二曲とも収録されず、オリジナルアルバムには未収録となっている。

## 収録曲
1. LOVE PARADE (4:04)
  - 作詞：櫻井敦司、作曲：星野英彦、編曲：BUCK-TICK

『劇場版BUCK-TICK〜バクチク現象〜1』テーマソング
2. STEPPERS -PARADE (4:54)
  - 作詞：櫻井敦司・今井寿、作曲：今井寿、編曲：BUCK-TICK

『劇場版 BUCK-TICK〜バクチク現象〜2』テーマソング

### 初回特典 DVD
- 「TOUR2013 COSMIC DREAMER」(2013年3月3日、TOKYO DOME CITY HALL)より5曲を収録

1. キラメキの中で…
2. LADY SKELETON
3. 人魚-mermaid-
4. CLIMAX TOGETHER
5. INTER RAPTOR

## 参加ミュージシャン
- 櫻井敦司 - ボーカル
- 今井寿 - ギター、ノイズ
- 星野英彦 - ギター
- 樋口豊 - ベース
- ヤガミトール - ドラムス

### サポートミュージシャン
- 横山和俊 - マニピュレート、シンセサイザー